# Live from the Apocalypse
Live From the Apocalypse è il terzo DVD dal vivo dei Lacuna Coil, previsto il 25 giugno 2021 dalla Century Media.

## Descrizione
L'album è stato registrato dal vivo l'undici settembre 2020 durante un concerto realizzato all'Alcatraz Club di Milano e trasmesso esclusivamente in streaming senza pubblico a causa delle restrizioni legate alla Pandemia di COVID-19.

## Promozione
La promozione dell'album è iniziata ad aprile 2021 con l'uscita del singolo Bad Things, distribuito in concomitanza con l'annuncio della lista tracce del disco.
Nel maggio dello stesso anno arriva la pubblicazione del secondo singolo Apocalypse.
Il 18 giugno è stata la volta del terzo singolo singolo Veneficium, distribuito in concomitanza con la première della proiezione e firmacopie del DVD al Legend Club di Milano.

## Tracce
Testi e musiche di Lacuna Coil.
1. Anima Nera
2. Sword of Anger
3. Save Me
4. Now or Never
5. Reckless
6. Through the Flames
7. Apocalypse – 4:10
8. Black Feathers
9. Under the Surface
10. The End Is All I Can See
11. Veneficium
12. Black Dried Up Heart
13. Bad Things – 3:08
14. Layers of Time
15. Black Anima
16. Save Me (Apocalypse Version) (feat. Silvia Zanaboni[6])

## Classifiche
| Classifica (2021) | Posizione massima |
| ----------------- | ----------------- |
| Belgio            | 110               |
| Germania          | 60                |